# Chondracanthus merluccii
Chondracanthus merluccii – gatunek pasożytniczego widłonoga z rodziny Chondracanthidae. Jako pierwszy opisał go w 1802 roku duński zoolog Hans Severin Holten, nadając mu nazwę Lernaea merluccii. Jest spotykany w wodach Oceanu Atlantyckiego (m.in. od Nowej Fundlandii po Zatokę Fundy), Morza Śródziemnego, a nawet w Morzu Marmara. Występuje w jamie gębowej i skrzelowej ryb głównie z rodzaju Merluccius, a także dorsza pacyficznego (Gadus macrocephalus) czy bielmika (Trisopterus luscus).